# Adrian Lamo
Adrián Alfonso Lamo Atwood (Malden, 20 febbraio 1981 – Wichita, 14 marzo 2018) è stato un informatico statunitense, esperto di sicurezza informatica e hacker grey hat.
È arrivato all'attenzione dei media per aver penetrato diversi network informatici, compresi quelli del New York Times, di Yahoo! e di Microsoft. Arrestato nel 2003, nel 2010 ha denunciato Chelsea Manning per aver diffuso migliaia di documenti riservati dell'esercito statunitense a Wikileaks, portando al suo arresto.

## Biografia
Adrián Lamo nasce a Malden, Massachusetts da padre colombiano, Mario Ricardo Lamo. Frequenta il liceo a Bogotà e a San Francisco, ma non si diploma e non frequenta l'università.
Era conosciuto come "the Homeless Hacker" per il suo stile di vita nomade. Lamo sosteneva di essere costantemente in movimento, praticando i suoi hack e lavorando da esperto di sicurezza informatica da Internet Cafè, biblioteche e università.

### Hacking
Nel febbraio 2002 Lamo penetrò nel network interno del New York Times grazie a una configurazione errata dei server proxy del giornale. Una volta entrato Lamo guadagnò accesso ai dati di impiegati e abbonati e, incautamente, aggiunse il proprio vero nome alla lista degli esperti del Times.
Denunciato dal New York Times fu arrestato nel 2003. Nel 2004 sarebbe stato condannato, oltre che per l'hack contro il Times, per crimini informatici contro Microsoft, Yahoo! e WorldCom.

### Wikileaks e Chelsea Manning
Nel maggio 2010 Lamo comunica alle autorità statunitensi che Chelsea Manning, allora  soldato statunitense di stanza in Iraq al tempo conosciuta come Bradley Manning, sosteneva di aver illegalmente consegnato a Wikileaks un gran numero di documenti segreti, inclusi 260.000 comunicazioni diplomatiche statunitensi. Lamo aveva appreso delle azioni di Manning in una chat privata, quando Manning lo aveva contattato per aver consigli su come gestire le informazioni in suo possesso. Lamo accusò anche Manning di aver divulgato il video "Collateral Murder" ripreso da un elicottero Apache statunitense sopra Baghdad nel 2007. Il video ha suscitato grande scalpore perché mostrava i soldati statunitensi nell'atto di bombardare dei civili iracheni e due impiegati della Reuters.
La denuncia, che portò all'arresto di Manning e a una condanna a 35 anni di carcere, fu vista come un tradimento dalle comunità hacker e la figura di Lamo fu fortemente criticata dal fondatore di Wikileaks Julian Assange. Lamo si è giustificato dicendo che la scelta di denunciare era stata difficile ma motivata dalla preoccupazione per la sicurezza dei soldati americani, secondo lui messa in pericolo dalla diffusione delle informazioni.

### Morte
Lamo è stato trovato senza vita in un appartamento di Wichita, Kansas, nel 2018, all'età di 37 anni. Un'autopsia condotta sul suo cadavere non è riuscita a determinare le cause del decesso.